# Oecetis eddlestoni
Oecetis eddlestoni är en nattsländeart som beskrevs av Ross 1938. Oecetis eddlestoni ingår i släktet Oecetis och familjen långhornssländor. Inga underarter finns listade i Catalogue of Life.